# 暴風雨 (畫作)
《暴風雨》（法語：L'Orage）是一幅由法國畫家皮埃尔·奥古斯特·考特於1880年時所完成的繪畫作品。目前收藏於紐約大都會藝術博物館中。此畫是在1880年時，由凱瑟琳·洛里拉德·沃爾夫在其表親且為考特主要贊助者之一的約翰·沃爾夫建議指導下，委託考特所作。大畫（234.3 cm × 156.8 cm）現典藏於美國紐約大都會博物館。

## 題材與元素

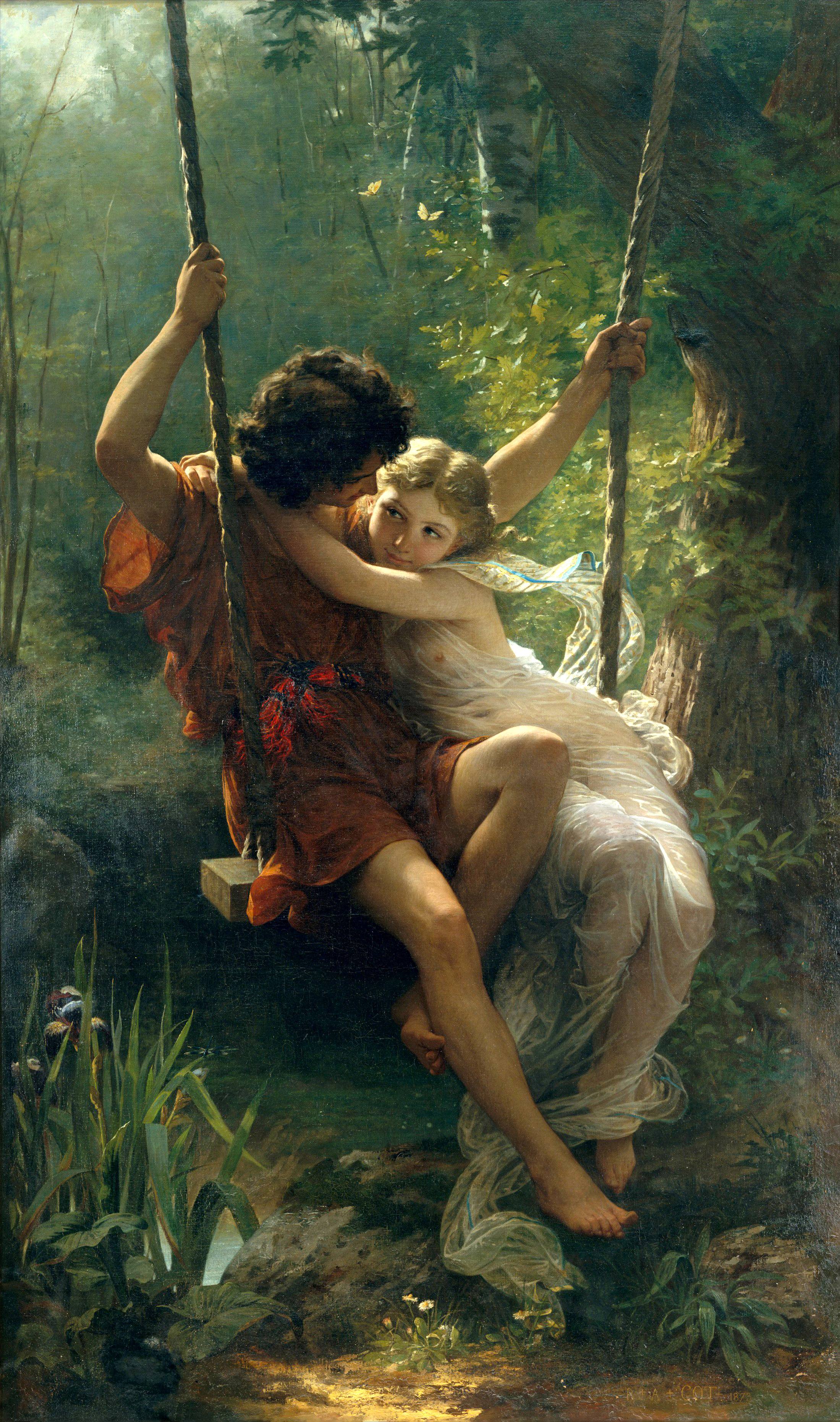
《春光》，1873 （現藏於美國紐約大都會博物館）

《暴風雨》畫作使人聯想到考特於1873年所完成的早期作品：《春光》，在巴黎沙龍展覽上取得驚人的成功後，由約翰·沃爾夫所收藏。一般相信，1880年時，凱瑟琳·洛里拉德·沃爾夫會購買收藏《暴風雨》的原動力是來自表親約翰·沃爾夫收藏的《春天》所驅使。
《暴風雨》與《春天》兩幅畫作大致上是相同尺寸，而且明顯地在畫面上的主題是描繪關於一對年輕、適婚的情侶。也因為上述原因，這兩幅畫作被視為一對共生的畫作，這是早期畫作的成功對後進者創造力的啟發。
考特在人物的刻劃上，充分展現了法國新古典主義的技法，女子向右上方看去，望向黑暗面的動作，彷彿暴風雨即將到來。而男子微微轉向左方面帶笑容地看著女子，正享受著與她相處的時刻。考特在這張畫中巧妙融合了故事性的情節，不但讓整幅畫作顯得更加有張力、和諧與韻味，在光線的襯托下，畫面暗部、陰影及亮部的色彩變化與韻律性的對比更是讓畫作本身極富戲劇性。
1880年，當《暴風雨》在 Safa's House 的沙龍第一次展出時，出現眾多的猜測，其中之一為考特暗示畫面上的主題部分參考了與其同時代的作家貝爾納丹·聖皮埃爾於1788年所發行的初版小說：《保羅與維吉妮》。也有些猜測是認為考特參考了四世紀古希臘作家朗格斯的浪漫小說：《達夫尼與克羅伊》。前者猜想的證據是來自於《暴風雨》畫中所描繪情侶覆蓋著隨風翻騰的帷幔奔跑在雨中的特殊主題符合《保羅與維吉妮》中有名且常被提及的場景：
|  | One day, while descending from the mountaintop, I saw Virginie running from one end of the garden toward the house, her head covered by her overskirt, which she had lifted from behind her in order to gain shelter from a rain-shower. From a distance I had thought she was alone; but upon coming closer to help her walk I saw that by the arm she held Paul who was almost entirely covered by the same blanket. Both were laughing together in the shelter of this umbrella of their own invention. 一天，當我從山頂下來時，見到維吉妮正從花園的一端朝著屋子跑去，她以裙子遮頭，為了在雨中得到庇護，同時將裙子高舉過頭。從遠處望去，我猜想她是獨自一人；但是走近要幫助她時，我看見她挽著幾乎完全被相同帷幔覆蓋住的保羅。他們倆在自己發明的雨傘避難設施內互相笑著。 |

## 版本
《暴風雨》是考特重要代表作品之一，曾完成大、中、小三種版本。經過歷史學家的相關研究顯示，考特畫三張不同大小的畫作極有可能是考特工作室的助手幫忙完成，而非全部由考特本人完成。大畫（234.3 cm × 156.8 cm）現典藏於美國紐約大都會博物館；小畫（61.0 cm × 41.3 cm）完成時間則稍晚，現為台灣台南奇美博物館所珍藏。